# Форчило (Потенца)
Форчило (итал. Forcillo) је насеље у Италији у округу Потенца, региону Базиликата.
Према процени из 2011. у насељу је живело 13 становника. Насеље се налази на надморској висини од 579 м.